# Ferdynand Maria Chotek
Ferdynand Maria Chotek (ur. 8 września 1781 w Wiedniu, zm. 5 września 1836) – hrabia, czeski duchowny rzymskokatolicki, biskup pomocniczy ołomuniecki w latach 1817–1831, biskup diecezjalny tarnowski w latach 1831–1832, arcybiskup metropolita ołomuniecki w latach 1832–1836.